# Marco Hösel
Marco Hösel (né le 29 décembre 1980 à Stollberg/Erzgeb.) est un coureur cycliste allemand. Spécialisé en trial, il a été champion du monde de trial 20 pouces en 1999, 2002 et 2006.

## Palmarès

### Championnats du monde
|             | 1997 (junior) | 1998 (junior) | 1999 | 2000 | 2001 | 2002 | 2003 | 2004 | 2005 | 2006 |
| ----------- | ------------- | ------------- | ---- | ---- | ---- | ---- | ---- | ---- | ---- | ---- |
| 20 Pouces   | 2             | 1             | 1    | 2    | 2    | 1    | 2    | 2    | 2    | 1    |
| 26 Pouces   |               | 1             |      |      |      |      |      |      |      |      |
| Par équipes |               |               |      |      |      |      |      | 2    | 3    | 2    |